# Illan de Casa-Fuerte

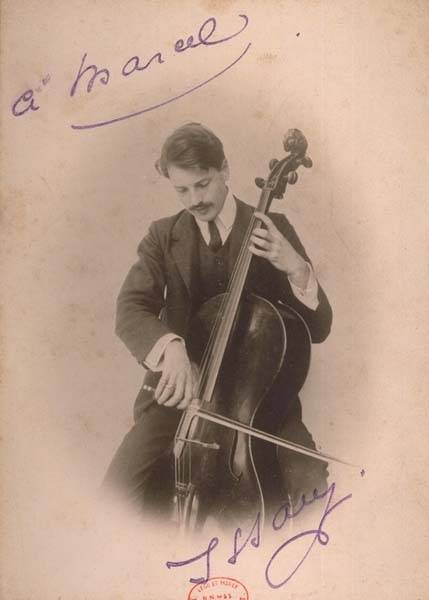
Foto met opdracht 'a Marcel' (= Marcel Proust)

Illan Alvarez de Toledo y Lefebvre, 11e markies de Casa-Fuerte (5 juni 1882 - 1 mei 1962) was een Spaans vertaler en schrijver.

## Leven en werk
Illan de Casa-Fuerte werd geboren in de oud-adellijke Spaanse familie Alvarez de Toledo en was markies van Casa-Fuerte, waardoor hij gewoonlijk wordt aangeduid als Illan de Casa-Fuerte. Hij was een nazaat van Juan de Acuña y Bejarano (1658-1734), eerste markies van Casa-Fuerte en vicekoning van Nieuw-Spanje voor wie de titel in 1709 werd gecreëerd.
De moeder van Casa-Fuerte, Flavia (Flavie) markiezin de Casa-Fuerte née Lefebvre de Balsorano (1850-1905) hield een bekende salon in Parijs. Het was in deze salon dat hij Marcel Proust in 1900 ontmoette, die net als Reynaldo Hahn de salon van zijn moeder, zeker vanaf 1894, frequenteerde. Casa-Fuerte was vertaler en een vriend van Gabriele d'Annunzio. Hij was ook een vriend van Robert de Montesquiou. In de jaren 1954-1955 tekende hij zijn herinneringen op voor zijn kinderen, waarin ook de persoon van Proust voorkomt. Door de beide wereldoorlogen reisde hij veel, in de tweede naar de Verenigde Staten. Hij hield voordrachten over zijn vriend Proust. Zijn memoires werden in 1994 gepubliceerd.
De Casa-Fuerte trouwde in 1921 met Yvonne Giraud (1895-1984), violiste en in 1931 mede-oprichtster van de concerts de La Sérénade.